# Anopheles theobaldi
Anopheles theobaldi este o specie de țânțari din genul Anopheles, descrisă de Giles în anul 1901. Conform Catalogue of Life specia Anopheles theobaldi nu are subspecii cunoscute.